# Партия европейских социалистов
Партия европейских социалистов (ПЕС) (англ. Party of European Socialists, PES) — европейская партия, состоящая из 33 социалистических, социал-демократических и рабочих партий из государств-членов Евросоюза и Норвегии. 
Лидером партии является Стефан Лёвен. В Европарламенте формирует Прогрессивный альянс социалистов и демократов.

## История
Партия была основана в 1992 году. Однако история Социалистической группы уходит к началу функционирования Европейского парламента (с 1974 года объединение западноевропейских социал-демократических партий носило название Конфедерация социалистических партий Европейского Сообщества).
В 1952 году была сформирована Социалистическая группа. В 1973 была основана Конфедерация социалистических партий, позднее в 1992 году ставшая Партией европейских социалистов. Партия входит в Социнтерн.

## Партии-участники
ПЕС включает 33 членов и является единственной европейской партией, включающей партии всех стран-членов ЕС.
| Государство                          | Название                                       | Перевод                                          | Депутаты Европарламента |
| ------------------------------------ | ---------------------------------------------- | ------------------------------------------------ | ----------------------- |
| Австрия                              | Sozialdemokratische Partei Österreichs         | Социал-демократическая партия Австрии            | 5 из 18                 |
| Бельгия (Фландрия)                   | Socialistische Partij Anders                   | Социалистическая партия (Фландрия)               | 1 из 13                 |
| Бельгия (Валлония)                   | Parti Socialiste                               | Социалистическая партия (Валлония)               | 3 из 8                  |
| Болгария                             | Българска социалистическа партия               | Болгарская социалистическая партия               | 4 из 17                 |
| Кипр                                 | Κίνημα Σοσιαλδημοκρατών                        | Движение за социал-демократию                    | 2 из 6                  |
| Чехия                                | Česká strana sociálně demokratická             | Чешская социал-демократическая партия            | 4 из 21                 |
| Дания                                | Socialdemokraterne                             | Социал-демократы (Дания)                         | 3 из 13                 |
| Эстония                              | Sotsiaaldemokraatlik Erakond                   | Социал-демократическая партия Эстонии            | 1 из 6                  |
| Финляндия                            | Suomen Sosialidemokraattinen Puolue            | Социал-демократическая партия Финляндии          | 2 из 13                 |
| Франция                              | Parti Socialiste                               | Социалистическая партия Франции                  | 12 из 74                |
| Германия                             | Sozialdemokratische Partei Deutschlands        | Социал-демократическая партия Германии           | 27 из 96                |
| Греция                               | Πανελλήνιο Σοσιαλιστικό Κίνημα                 | Всегреческое социалистическое движение           | 2 из 21                 |
| Венгрия                              | Magyar Szocialista Párt                        | Венгерская социалистическая партия               | 4 из 21                 |
| Венгрия                              | Magyarországi Szociáldemokrata Párt            | Социал-демократическая партия Венгрии            | 0 из 21                 |
| Ирландия                             | Páirtí an Lucht Oibre                          | Лейбористская партия (Ирландия)                  | 1 из 11                 |
| Италия                               | Partito Socialista                             | Демократическая партия Италии                    | 31 из 73                |
| Италия                               | Partito Socialista                             | Итальянская социалистическая партия (2007)       | 0 из 73                 |
| Латвия                               | Sociāldemokrātiskā Partija "Saskaņa"           | Социал-демократическая партия «Согласие»         | 1 из 8                  |
| Латвия (наблюдатель)                 | Latvijas Sociāldemokrātiskā Strādnieku Partija | Латвийская социал-демократическая рабочая партия | 0 из 8                  |
| Литва                                | Lietuvos Socialdemokratų Partija               | Социал-демократическая партия Литвы              | 2 из 11                 |
| Люксембург                           | Lëtzebuerger Sozialistesch Arbechterpartei     | Люксембургская социалистическая рабочая партия   | 1 из 6                  |
| Мальта                               | Partit Laburista                               | Лейбористская партия Мальты                      | 3 из 6                  |
| Нидерланды                           | Partij van de Arbeid                           | Партия труда (Нидерланды)                        | 3 из 26                 |
| Норвегия                             | Arbeiderpartiet                                | Рабочая партия (Норвегия)                        | Нет                     |
| Польша                               | Nowa Lewica                                    | Новые левые                                      | 4 из 52                 |
| Польша                               | Unia Pracy                                     | Уния труда                                       | 0 из 51                 |
| Португалия                           | Partido Socialista                             | Социалистическая партия Португалии               | 8 из 21                 |
| Румыния                              | Partidul Social Democrat                       | Социал-демократическая партия Румынии            | 16 из 32                |
| Словакия                             | Smer — sociálna demokracia                     | Курс — социальная демократия                     | 4 из 13                 |
| Словения                             | Socialni demokrati                             | Социал-демократы (Словения)                      | 1 из 8                  |
| Испания                              | Partido Socialista Obrero Español              | Испанская социалистическая рабочая партия        | 14 из 54                |
| Швеция                               | Sveriges socialdemokratiska arbetareparti      | Социал-демократическая рабочая партия Швеции     | 5 из 20                 |
| Великобритания · (Великобритания)    | Labour Party                                   | Лейбористская партия Великобритании              | Нет                     |
| Великобритания · (Северная Ирландия) | Social Democratic and Labour Party             | Социал-демократическая и лейбористская партия    | Нет                     |

## Председатели
- Вильгель Дрёшер (1974-1979) (СДПГ)
- Робер Понтильон (1979-1980) (Социалистическая партия Франции)
- Хооп ден Уйл (1980-1987) (Рабочая партия Нидерландов)
- Витор Констанцио (1987-1989) (ПСП)
- Ги Спитель (1989-1992) (Социалистическая партия Бельгии)
- Вилли Клас (1992-1994) (Социалистическая партия Бельгии)
- Рудольф Шарпинг (1995-2001) (СДПГ)
- Робин Кук (2001-2004) (Рабочая партия Великобритании)
- Пул Нируп Расмуссен (2004-2011) (СДПД)
- Сергей Станишев (2011-2022) (БСП)
- Стефан Лёвен (c 2022) (СДРПШ)

## Примечание
1. ↑  Register of European political parties and foundations — 2016.
2. ↑  http://www.epgencms.europarl.europa.eu/cmsdata/upload/ffa3c0d7-0667-4b27-bb15-3acc1833f42e/02_EN_Statutes_version_12_June_2015_PES.pdf
3. ↑  List of members as per Article 32(2) of Regulation 1141/2014 (English)
4. ↑  Organisation - History - The Socialist Group in The European Parliament=[[Europa (web portal)]]. Дата обращения: 2 апреля 2009. Архивировано из оригинала 29 марта 2012 года.
5. ↑  PES Members. PES website. Дата обращения: 7 ноября 2007. Архивировано из оригинала 14 октября 2006 года.
6. ↑  Норвегия входит в ЕС.
7. 1 2  Великобритания вышла из ЕС.